# N6-Threonylcarbamoyladenosin
N6-Threonylcarbamoyladenosin (t6A) ist ein seltenes Nukleosid und kommt in der tRNA vor. Es besteht aus der β-D-Ribofuranose (Zucker) und einem substituierten Adenin. Es unterscheidet sich vom Adenosin durch Hinzufügen eines über ein Carbamat verknüpften Threonins. Es findet sich – wie N6-Isopentenyladenosin – neben dem Anticodon an Position 37 in der tRNA. Es handelt sich dabei um jene tRNAs, die den Codon ANN ablesen (wobei N die vier Nukleotide A, C, G and T vertritt), also tRNAIle, tRNAThr, tRNAAsn, tRNALys, tRNASer und tRNAArg.

Eine tRNA_{i}^{Met} aus S. cerevisiae.
N^{6}-Threonylcarbamoyladenosin ist hier mit t^{6}A gekennzeichnet.